# Rejon kurjinski
Rejon kurjinski (ros. Курьинский район, Kurjinskij rajon) – rejon na terenie wchodzącego w skład Rosji Kraju Ałtajskiego
Rejon leży w południowej części Kraju Ałtajskiego i ma powierzchnię 2500 km². Na jego obszarze żyje ok. 14,6 tys. osób; całość populacji stanowi ludność wiejska, gdyż w skład tej jednostki podziału terytorialnego nie wchodzi żadne miasto.
Ośrodkiem administracyjnym rejonu jest wieś Kurja.
Rejon został utworzony w 1924.